# W35 (核弾頭)
W35はアメリカ合衆国が開発していた核弾頭（熱核弾頭）。アメリカ空軍の長距離弾道ミサイル向けの弾頭であり、CGM-16 アトラス、LGM-25 タイタン I、PGM-17 ソアー、PGM-19 ジュピターなどに搭載が検討されていた。開発はロスアラモス科学研究所（ロスアラモス国立研究所の前身）で行なわれた。
開発は遅延したほか、セカンダリーの構造が不適切で予定の核出力（1.75Mt）を達成できない見込みであったため、1958年8月に開発は中止された。弾道ミサイル向けの弾頭としては、W38やW49が実用化されることとなる。